# Život dětem
Život dětem je obecně prospěšnou společností, jejímž posláním je pomáhat vážně nemocným dětem, které jsou odkázány na domácí péči svých rodičů. Život dětem se snaží těmto dětem zpříjemnit život a umožnit lepší rehabilitační péči, ozdravné pobyty, hradí nejrůznější potřebné pomůcky.

## Srdíčkové dny
Obecně prospěšná společnost vytvořila celonárodní projekt – charitativní sbírku, známou pod názvem Srdíčkové dny.  Ty se konají třikrát ročně, vždy na jaře v březnu, na podzim, v září a v zimě v prosinci. Studenti středních škol a učilišť nabízejí lidem nejrůznější sbírkové předměty, různobarevná plastová srdíčka, velmi oblíbené magnetky se zvířátky a různé reflexní přívěsky a podobně. Do sbírky se zapojují i základní školy a firmy. Výtěžek sbírky je používán na zaplacení invalidních vozíčků a různých kompenzačních pomůcek (zdravotních kočárků, chodítek, polohovacích zařízení), na úhradu obvazového materiálu, speciální výživy a také na neurorehabilitace či ozdravné pobyty, které většinou nehradí zdravotní pojišťovny.